# Чемпионат Швеции по футболу 1925
Чемпионат Швеции по футболу 1925 (швед. Svenska mästerskapet i fotboll 1925) — 30-й сезон чемпионата Швеции по футболу. Он начался 21 июня и закончился 2 августа 1925 года. Чемпионом страны в первый раз в своей истории стал клуб «Брюнес» из города Евле, в финале турнира одолевший команду «Дерби» из Линчёпинга со счётом 4:2. В 7 матчах чемпионата было забито 29 голов.

## Квалификация

### Первый квалификационный раунд
| Дерби | 2:1 | Йёнчёпингс ИС |
| ----- | --- | ------------- |
|       |     |               |

| Карлстадс БК | 4:0 | Транеберг |
| ------------ | --- | --------- |
|              |     |           |

### Второй квалификационный раунд
| Дерби | 4:0 | Карлстадс БК |
| ----- | --- | ------------ |
|       |     |              |

| Страндс ИФ | 2:3 | Брюнас |
| ---------- | --- | ------ |
|            |     |        |

## Финальный раунд

### 1/2 финала
| Дерби | 3:0 | Уддевалла |
| ----- | --- | --------- |
|       |     |           |

| Брюнас | 4:0 | ИК Сити |
| ------ | --- | ------- |
|        |     |         |

### Финал
| Брюнес                                                     | 4:2 (1:0) | Дерби                       |
| ---------------------------------------------------------- | --------- | --------------------------- |
| Хедстрём 4′ · Берглунд 49′ · Бергстрём 56′ · Йоханссон 75′ |           | 47′ Нильссон · 50′ Энгстрём |